# Farid Barron
Farid Barron (* 23. April 1971 in Philadelphia, Pennsylvania) ist ein amerikanischer Jazzpianist.

## Leben und Wirken
Barron, der aus einer Musikerfamilie stammt (sein jüngerer Bruder ist der Saxophonist Jafar Barron), begann nach dem Vorbild der Mutter siebenjährig mit dem Klavierunterricht. Sein Vater, ein Jazzsaxophonist, nahm ihn im Alter von 16 Jahren mit zu Sessions und Auftritten. Als er die Central Park High School seiner Geburtsstadt besuchte, gewann das Jazzensemble der Schule mit ihm den ersten Preis des Music Fest des Down Beat und er selbst wurde als „herausragender Solist“ geehrt. Dadurch wurde Wynton Marsalis auf ihn aufmerksam, in dessen Septett er bereits als Student auf der Drexel University gespielte. Sein Studium schloss er auf der Temple University ab.
Nachdem er zwischen 1993 und 1997 als Zeitsoldat in der Air Force Band of the West tätig gewesen war, wurde er 1999 Mitglied im Lincoln Center Jazz Orchestra, mit dem er auch aufnahm. Er ersetzte Shirley Scott in der Hausband in Ortlieb's Jazz Haus, wo er mit Musikern wie Arthur Harper, Mickey Roker, Bobby Durham, Jimmy Oliver und Johnny Coles spielte. Bei einer Grammy Awards Show trat er mit Clark Terry, Harry Sweets Edison, Dizzy Gillespie, James Moody, Donald Byrd und Jimmy Heath auf. Seit 2009 ist Barron als Pianist im Sun Ra Arkestra Nachfolger des Gründers. Er ist auch auf Alben von Khan Jamal, Wycliffe Gordon, Herlin Riley und Walter Blanding zu hören.